# Монтвејл (Вирџинија)
Монтвејл (енгл. Montvale) насељено је место без административног статуса у америчкој савезној држави Вирџинија.

## Демографија
По попису из 2010. године број становника је 698.
| Група             | 2000.    | 2010.       |
| Белци             | 0 (0,0%) | 650 (93,1%) |
| Афроамериканци    | 0 (0,0%) | 33 (4,7%)   |
| Азијати           | 0 (0,0%) | 4 (0,6%)    |
| Хиспаноамериканци | 0 (0,0%) | 7 (1,0%)    |
| Укупно            | 0        | 698         |